# Иванов, Павел Иванович (миномётчик)
Павел Иванович Иванов (2 февраля 1920, Пугино, Ярославская губерния — 6 июля 1983, Ленинград) — участник Великой Отечественной войны, полный кавалер ордена Славы.

## Биография
Родился 2 февраля 1920 году в деревне Пугино (ныне — Даниловского района Ярославской области) в семье рабочего. Русский. Окончил 7 классов. Жил в Ленинграде, работал слесарем в тресте «Котлоремонтмонтаж».
В мае 1940 года был призван в Красную Армию. На фронте в Великую Отечественную войну с первых дней. В сентябре 1941 года получил тяжелую контузии, больше полугода провел в госпиталях. После излечения был направлен в запасной полк, получил специальность минометчика. С июня 1942 года воевал в составе 19-го стрелкового полка 90-й стрелковой дивизии на Ленинградском фронте, стал командиром миномётного расчета. В составе этого полка прошел до Победы. Два года вел бои на Сенявинских высотах, участвовал в прорыве блокады. В 1944 году был принят в ВКП(б)/КПСС. Был несколько раз ранен.
17 марта 1944 года в боях за деревню Мологово (северо-западнее города Псков) старший сержант Иванов смело и самоотверженно командовал миномётным расчетом, быстро и точно накрывал огневые точки противника, мешавшие наступающим стрелкам. Расчет Иванова в этих боях уничтожил два станковых пулемета, противотанковую пушку, стрелявшую прямой наводкой, рассеял и частично уничтожил до роты пехоты.
Приказом командира 90-й стрелковой дивизии от 2 апреля 1944 года старший сержант Иванов Павел Иванович награжден орденом Славы 3-й степени (№ 47178).
После перегруппировки войск на Ленинградском фронте 90-я стрелковая дивизия была переброшена на Карельский перешеек. Летом 1944 года полк, в котором воевал минометчик Иванов, участвовал в прорыве линии Маннергейма, взятии Выборга.
17 сентября 1944 года перешли в наступление войска Ленинградского фронта, действовавшие в Эстонии. Десять дней потребовалось советским воинам, чтобы очистить материковую часть братской республики от фашистских оккупантов. В этих боях минометчик Иванов опять отличился.
В первый день наступления, 17 сентября, старший сержант Иванов, как было отмечено в представлении к награждению «в районе севернее Тарту установил свой миномет на исходном рубеже в боевых порядках пехоты и, несмотря на сильный артиллерийский огонь противника, буквально под разрывами снарядов, не щадя своей жизни, вел прицельный огонь и уничтожил две пулеметные точки, два миномета, выбил гитлеровцев из траншеи и обратил их в бегство».
Приказом по войскам 2-й ударной армии от 24 октября 1944 года старший сержант Иванов Павел Иванович награжден орденом Славы 2-й степени (№ 7806)
После освобождения Эстонии дивизия, в которой служил старший сержант Иванов, была переброшена в Польшу и принимала участие во многих боях в составе 2-го Белорусского фронта. Как и в предыдущих схватках, минометчик Иванов мастерски наносил удары по врагу.
14 января 1945 года при прорыве обороны противника у населенного пункта Дзержаново (северо-западнее города Пулутск, Польша) "расчет Иванова уничтожил два пулемета, пушку с расчетом, подавил огонь двух минометов, а также порвал два проволочных заграждения, чем способствовал успеху пехоты. 15 января у населенного пункта Черностув (Польша) при отражении контратаки открыл беглый огонь и уничтожил свыше десяти вражеских солдат.
Указом Президиума Верховного Совета СССР от 24 марта 1945 года за исключительное мужество, отвагу и бесстрашие, проявленные в боях с гитлеровскими захватчиками, старший сержант Иванов Павел Иванович награждён орденом Славы 1-й степени (№ 42). Стал полным кавалером ордена Славы.
В 1945 году П. И. Иванов был демобилизован. Вернулся в город Ленинград. Более тридцати лет до выхода на пенсию работал слесарем в тресте N2 Минэлектротехпрома. Скончался 6 июля 1983 года. Похоронен на Южном кладбище в Санкт-Петербурге.

## Награды
- Орден Славы I степени (24 марта 1945 — № 72)
- Орден Славы II степени (24 октября 1944 — № 7806)
- Орден Славы III степени (2 апреля 1944 — № 47178)
- медали, в том числе[1]:
  - «За отвагу» (15.3.1944, 2.4.1944)
  - «За оборону Ленинграда»
  - «За победу над Германией»
  - «За взятие Кёнигсберга»